# Augusto Yep
Augusto Yep (Iquitos, 1974) es un abogado y exjugador de fútbol peruano. Jugaba de delantero y formó parte del Colegio Nacional de Iquitos en el Campeonato Descentralizado 2009. 

## Trayectoria
Tras competir regularmente en el fútbol macho de la Copa Perú por 15 años, Yep hizo su debut como deportista profesional el 14 de junio del 2009, en un partido entre el CNI ante el César Vallejo en el Estadio Max Augustín de Iquitos. En ese momento tenía 34 años. El 4 de julio del 2009 anotó su primer gol en la Primera División del Perú: fue en una jugada de tiro libre en la derrota como visitante 1-4 del CNI ante el Juan Aurich. Terminó su participación en el Campeonato Descentralizado 2009 habiendo jugado 9 partidos en los que anotó 1 gol.
Yep se retiró poco después para dedicarse a entrenar equipos de Copa Perú y continuar jugando en la categoría máster. Sin embargo en 2012 se reincorporó al CNI como refuerzo para afrontar la Copa del Inca, la cual finalmente no se disputó ese año.

### Clubes
| Club       | País | Año       |
| ---------- | ---- | --------- |
| CNI        | Perú | 1995-1998 |
| José Pardo | Perú | 1999      |
| UNU        | Perú | 2001      |
| CNI        | Perú | 2002      |
| UNAP       | Perú | 2003-2004 |
| CNI        | Perú | 2005-2009 |